# Unión aduanera
Una unión aduanera es un tipo de acuerdo comercial entre dos o más países que persigue la eliminación de barreras arancelarias internas y la adopción de una política comercial común frente a terceros países. Es una de las etapas intermedias de la integración económica, que se encuentra por encima de una zona de libre comercio y por debajo de un mercado común.

## Importancia
En una unión aduanera, los países miembros eliminan los aranceles (impuestos de importación) entre sí para facilitar el comercio intrarregional. Al mismo tiempo, aplican un arancel externo común (AEC) a los productos importados desde países que no forman parte de la unión. Esta medida busca evitar que las mercancías ingresen por el país con menores aranceles y luego se distribuyan libremente, burlando las políticas comerciales del resto de los países miembros.
Este tipo de integración también implica cierto grado de coordinación institucional, ya que los países deben negociar y decidir de manera conjunta la política comercial común. Aunque no requiere una moneda única ni libre circulación de personas, sí representa un paso importante hacia una mayor integración económica y política entre naciones.

## Ejemplos de uniones aduaneras
Algunas de las uniones aduaneras más destacadas incluyen:
- Unión Europea (UE): Considerada la unión aduanera más avanzada, con una política comercial común y libre circulación de mercancías entre los países miembros.
- Mercosur: Integrado por Argentina, Brasil, Paraguay, Uruguay y Venezuela (suspendida), busca la libre circulación de bienes y establece un arancel externo común.
- Unión Aduanera de África Austral (SACU): Compuesta por Botsuana, Lesoto, Namibia, Sudáfrica y Suazilandia, es la unión aduanera más antigua aún en funcionamiento.[1]

## Ventajas
El aumento del mercado al crear una unión aduanera conlleva una serie de beneficios para los países. Al unir diferentes mercados se impulsan las economías de escala, es decir, aumenta la producción, se reducen costes y pueden reducirse los precios. En este caso, también pueden aumentar la demanda y las rentas reales. 
- Incremento del comercio intrarregional: La eliminación de aranceles fomenta el intercambio de mercancías entre los países miembros.
- Fortalecimiento de la integración económica: Al adoptar política comerciales comunes, se promueve una mayor cohesión económica entre los países participantes.
- Reducción de la desviación del comercio intrarregional: Al establecer un arancel externo común, se minimiza la posibilidad de que las importaciones se desvíen hacia países con aranceles más bajos dentro de la unión.[3]

## Desventajas
En las últimas décadas se ha investigado si las uniones aduaneras son beneficiosas o perjudiciales para los países. Se sabe que establecer una unión aduanera supone modificar los precios relativos de los productos y la estructura del consumo, pero no se puede determinar el efecto final del proceso en general, pues para ello sería necesario cuantificar las consecuencias.
- Pérdida de soberanía en política comercial: Los países miembros deben ceder parte de su autonomía para establecer políticas comerciales individuales.
- Desigualdad en la distribución de beneficios: Los países con economías más fuertes pueden beneficiarse más que aquellos con economías más débiles, generando desequilibrios.
- Costos de implementación y adaptación: La armonización de políticas y regulaciones puede requerir inversiones significativas y ajustes estructurales.[5]

## Diferencias con otras formas de integración
A diferencia de una zona de libre comercio, donde los países eliminan aranceles entre ellos pero mantienen políticas comerciales independientes frente a terceros, una unión aduanera establece un arancel externo común, unificando la política comercial hacia países no miembros.